# 2024年韓国無人機平壌侵入事件
2024年韓国無人機平壌侵入事件（2024ねんかんこくむじんきピョンヤンしんにゅうじけん）とは、2024年10月3日・9日・10日の3度にわたり、大韓民国（韓国）から飛来した無人航空機が朝鮮民主主義人民共和国（北朝鮮）の首都平壌市の中心部である中区域上空に侵入し、北朝鮮の体制を非難するビラを散布した事件である。
この事件をきっかけに、北朝鮮は平釜線と金剛山青年線および並行する道路の南北連結区間の北側を爆破して閉鎖し、南北関係が一気に悪化・緊張した。
その後、尹錫悦政権が同年12月に宣布した非常戒厳を巡る捜査の過程で、北朝鮮による韓国への武力攻撃を誘導し、非常戒厳を布告するための口実を作る目的で、無人機を平壌上空に侵入させた疑惑が浮上している。

## 背景
韓国では北朝鮮に向けて風船でビラを散布する行為がしばしば行われてきたが、韓国・北朝鮮両国政府は一貫してこのような活動に反対してきた。韓国政府は言論の自由に配慮し、北朝鮮向けビラ風船の放球そのものには干渉しないとしつつ、船舶を用いた海上からの放球を禁止することなどで、北朝鮮に向かうビラの枚数を減らす措置を取っていた。韓国による太陽政策が始まってからは、両国政府は心理戦に関わる組織を縮小していたが、近年になって再び緊張が高まっていた。
北朝鮮は2016年から2017年にかけて、韓国に向けて1000個以上のビラ風船を放球して反撃していたが、2023年末の南北統一方針放棄以来、北朝鮮では韓国から飛来するビラ風船への反感が強まり、ビラ風船を「汚物」、「卑劣な心理戦陰謀」などと表現するようになった。北朝鮮国防省副大臣の金剛日は韓国による北朝鮮向けビラの散布への対抗策として、風船で韓国に大量のごみを投下すると宣言していた。
ビラ風船の問題とは別に、無人機による相手領空への侵入事件は過去にも複数発生していた。
2014年3月から4月にかけて、北朝鮮から飛来した複数の無人機が軍事境界線を越えて韓国上空に侵入し、軍事境界線周辺地域に墜落しているのが発見された。発見された機体の中には墜落時期が2013年10月と推定される機体や、韓国大統領府上空にまで侵入して写真を撮影していた機体もあり、これらの機体を韓国側は捕捉できていなかった。同様の北朝鮮無人機侵入・墜落事件は2017年6月にも発生しており、この時は軍事境界線から270kmあまり離れた慶尚北道星州郡まで侵入し、同地に配備された在韓アメリカ軍のTHAADミサイル防衛システムの写真を撮影したのち、帰投途中に墜落したところを発見された。この他2015年8月と2016年1月の2回、北朝鮮から飛来した無人機が韓国上空に侵入しており、このうち2016年1月の事件では大韓民国国軍が警告射撃をする事態となっていた。
2022年12月26日には、北朝鮮から飛来した無人機5機が韓国京畿道上空に侵入し、そのうち1機が龍山大統領室庁舎付近に設定された飛行禁止区域に一時侵入する事件が発生した。韓国軍は無人機の探知に成功し、警告射撃や戦闘機などのスクランブル発進で対応したが、仁川国際空港と金浦国際空港の離発着が一時統制されて航空便の運航に影響が出たほか、対応にあたっていたとみられるKA-1攻撃機1機が墜落する事故（パイロットは緊急脱出して人的被害はなし）も発生した。さらに韓国軍は一連の事態への対応だとして北朝鮮上空にRQ-101無人機2機を侵入させたが、北朝鮮からの反撃はなかった。この事件を巡っては国連軍司令部が「韓国・北朝鮮双方に休戦協定違反があった」との見解を示している。

## 経過
2024年10月11日、北朝鮮外務省は「重大声明」を発表し、その中で10月3日・9日・10日の3回にわたり、韓国から飛来した無人機が平壌市中区域上空に侵入し、大量の体制を非難するビラを散布する「軍事挑発」が発生したことを強く非難した。特に9日未明には、朝鮮労働党中央委員会本部庁舎の上空に無人機が侵入してビラを散布していたとし、証拠となる赤外線監視カメラ画像も公開した。
散布されたビラの上部には「自分の懐を潤すことしか考えていない金正恩」と書かれ、中ほどにインターナショナル・ウォッチ・カンパニー（スイス）のものとみられる腕時計を付けた金正恩と、ディオール（フランス）のコートを着た金主愛の写真が掲載され、その下に韓国と北朝鮮それぞれの国民が1年間に買えるコメおよびトウモロコシの量の差を示した図表と、「北朝鮮の経済状況は地獄のようだ」という文面が記載されていた。
北朝鮮の発表に対し韓国国防部長官の金龍顕は、国会で行われた国政監査で「韓国軍が北朝鮮に無人機を飛ばした事実はない」と答弁し、韓国軍合同参謀本部は「無人機を飛ばしたのが民間組織か否か確認する」と述べた。しかしその後、国防部と合同参謀本部は「事件について確認できない」と主張を変遷させた。
朝鮮労働党中央委員会副部長の金与正は声明を発表し、韓国政府の反応について「（無人機侵入事件の）責任を逃れようとしている」と非難し、再び韓国の無人機が平壌上空に侵入した場合は報復すると宣言した。また、金与正は別の声明で、今回の事件の最終的な責任はアメリカ政府にあるとの見解を示した。
15日、再び金与正が声明を発表し、「無人機侵入事件が韓国の犯行であるとの証拠を十分につかんでおり、手痛い代償を支払わせる」と述べ、韓国への報復を示唆した。同日の午後、北朝鮮は平釜線・金剛山青年線及び並行する道路の南北連結区間の北側を爆破して閉鎖した。

## 調査・分析
TV朝鮮は、試験的に無人機を使用して北朝鮮へのビラ散布を行おうとする市民団体の計画があると報道した。
度々北朝鮮向けビラの散布を行っている「自由北韓運動連盟」は、「今年無人機を使ったことはなく、（今回の事件について）何の責任もない」と発表した。同様の活動を行っている「同胞統一連帯」は、「自分たちは無人機を一切使用しておらず、他の脱北者団体によるビラ散布の動きも把握していない」と述べ、韓国国家人権委員会の非常勤委員で「北韓人権促進センター」代表の李韓炳は、「（散布されたビラに）K-POP、韓国ドラマのデータが入ったUSBメモリが同梱されていないのは不自然である」と指摘した。
韓国軍事研究院安保戦略室長の金烈洙は、今回北朝鮮が「韓国軍のもの」として公表した無人機には中華人民共和国（中国）が製造している「SKY-09」無人機（2014年、韓国の坡州市などに墜落した北朝鮮の無人機に類似）の高地仕様型に類似する翼が使われており、「民間団体が使用する無人機には見えないが、韓国軍で使用される無人機とも異なる」と述べた。
延世大学校の元教授で、韓国外交部前第一副部長の崔鍾根は、無人機が中国領内から発射された可能性を示唆した。実際、北朝鮮政府は今回の事件に中国が関与しているかを調べるため、国家保衛省（秘密警察）に平安北道をはじめとする中朝国境地域各道の保衛局と連携し、中国と関係のあるすべての幹部を調査するよう命じている。
統一研究院上級研究員の洪珉は、今回の無人機が韓国国内から発射された場合、（平壌への距離が近い）坡州市から発射したとしても平壌市までは直線距離で150km離れていることから一般の民間人がこのような飛行を行うことは能力上困難であり、平壌に飛来した無人機は韓国軍ドローン作戦司令部が遠距離偵察用に使用する機種とほぼ同一のものであると指摘した。また洪珉は、2024年の非常戒厳事態が発生した後に追加で公開された3点の証拠から、「一般人が軍事境界線に向かって無人機を飛行させて、韓国軍に探知されないということがあり得るのか？」とも述べた。
梨花女子大学校教授の朴元坤は、無人機は一般に機体が小さいため防空レーダーに映りにくく、今回の事件のような侵入は可能であると述べた。
国民の力所属の国会議員で軍事ジャーナリストの庾龍源は、平壌上空に侵入した無人機について北朝鮮が公表した赤外線監視カメラの画像から、翼の形状は韓国軍が保有する無人機に類似するものの胴体がやや短く、機体には3Dプリンターで印刷した痕跡があると分析した。
北朝鮮国防省と国家保衛省などで組織される捜査合同グループは、10月19日に捜査の途中経過を報告した。その中で、社会安全省（警察）が13日に平壌市兄弟山区域で墜落現場を発見し回収した無人機の分析などから、問題の無人機は韓国軍ドローン作戦司令部が保有する「遠距離偵察用小型ドローン」であり、国軍の日に韓国軍が公開した無人機と同一機種であるとし、墜落した機体は平壌上空に侵入してビラを散布したものと同一であると結論付けた。また在北朝鮮ロシア大使のアレクサンドル・マツェゴラは、「10月8日から翌9日の0時30分ごろにかけて、平壌市内上空を無人機が飛行していたのを目撃した」と証言している。
一方韓国軍合同参謀本部は、「北朝鮮の一方的な主張には確認も回答もする価値がない」と主張し、空軍作戦司令官の金亨洙は、国会の国防委員会に出席して軍・政府が追跡・分析した結果を報告し、「韓国から北朝鮮に飛行した無人機は存在しない」と答弁した。
先述した庾龍源は追加調査を行い、その結果北朝鮮は飛来した無人機の写真こそ公表したが、搭載されたGPS航法システムなどいかなる内部データも公表しておらず、また国内外に問題の無人機と類似する無人機が出回っていることから、問題の無人機は北朝鮮による模倣品の可能性が高いと結論付けた。一方世宗研究所の鄭相昌は、無人機が金正恩の執務室がある朝鮮労働党中央委員会本部庁舎上空に飛来した事実を国内向けメディアである労働新聞の一面に掲載したことから、北朝鮮政府がこの事件を重視しており、また衝撃を受けたことが伺えるとして、「事件が北朝鮮の自作自演であるとは考えにくい」との見解を示した。
北朝鮮政府は10月28日、捜査合同グループによる捜査結果の最終報告を発表した。捜査では墜落した無人機の機体に搭載されたフライトコンピューターのデータを吸い出して分析し、無人機の飛行経路とビラの投下時刻を明らかにした（下表参照）。
| 時刻                | 位置                                       | 地名             | 備考     |
| ------------------- | ------------------------------------------ | ---------------- | -------- |
| 10月8日23時25分30秒 | 白翎島                                     | 仁川広域市       | 離陸     |
| 23時45分50秒        | 長淵郡沖                                   | 黄海南道         |          |
| 10月9日0時17分2秒   | 椒島沖                                     | 南浦市港口区域   |          |
| 0時50分28秒         | 南漕鴨島沖                                 |                  | 変針     |
| 1時16分36秒         | 高昌里上空                                 | 南浦市千里馬区域 |          |
| 1時27分0秒          | 小三井里上空                               | 平壌市力浦区域   |          |
| 1時28分40秒         | 松花2洞上空                                | 平壌市寺洞区域   |          |
| 1時32分8秒          | 外務省庁舎・平壌地下鉄千里馬線勝利駅間上空 | 平壌市中区域     | ビラ投下 |
| 1時33分4秒          | 新原洞上空                                 | 平壌市普通江区域 |          |
| 1時35分11秒         | 国防省庁舎上空                             | 平壌市西城区域   | ビラ投下 |
| 1時37分22秒         | 西浦1洞上空                                | 平壌市兄弟山区域 | 墜落     |

問題の無人機には2023年6月5日から2024年10月8日にかけて238回分の飛行計画ないし記録が残されていたが、10月8日以外は全て韓国国内を飛行していた。その上で事件について、捜査結果からビラ散布を目的とした韓国軍の犯行と断定し、再び同様の事件が発生した場合には徹底的に報復すると宣言した。なお、北朝鮮が公表した問題の無人機の飛行履歴データの分析から、離陸地点には韓国軍の基地が存在していると指摘されている。
金与正は韓国への報復を示唆する声明を発表した。
これらに対し韓国軍合同参謀本部は同日の定例記者会見で、「"無人機が白翎島から飛来した"とする北朝鮮の一方的な主張は確認も回答もする価値がない」と主張し、「北朝鮮の無人機が韓国領内に侵入すれば、韓国軍は国民の生命と財産を全力で守るため相応の措置をとる」と北朝鮮側を牽制した。
その後、韓国政府は北朝鮮政府から、国際民間航空機関（ICAO）を通じて今回の事件がシカゴ条約第8条（無操縦者航空機の扱い）に違反するか否かについての調査要請を受け、2025年2月10日になってようやく北朝鮮政府への回答書を作成した。なお、ICAO理事会は同年4月1日に非公開で会議を開き今回の事件について討議したが、北朝鮮政府は遠隔会議システムで会議に参加し、代表を派遣しなかった。このため、36の理事国全会一致で北朝鮮政府の主張には根拠がないとみなし、北朝鮮政府が要請したICAOとしての調査は行わないと決定した。

## 影響

### 失言を巡る論争
韓国国家安保室長の申源湜は13日に出演した韓国放送公社（KBS）のテレビ番組で、平壌上空に無人機が侵入したとする北朝鮮の主張を「韓国社会の分断を意図的に煽る試み」とし、「無視するのが最善」と主張した。
先述した洪珉は、「北朝鮮の立場からすれば、金正恩の頭上に無人機が侵入したことは明らかな朝鮮戦争休戦協定違反」であるとし、韓国政府が金正恩政権を侮辱する発言を続けていることで北朝鮮に反撃の口実を与えていると主張した。

### 国際社会の反応
- アメリカ合衆国 - 在韓アメリカ軍は10月14日、軍事境界線付近でのAH-64による射撃訓練を完全に正常化し、同訓練を6年ぶりに実施したと発表した[48]。また、在韓アメリカ軍の上級部隊であるアメリカインド太平洋軍の司令官サミュエル・パパロは、事件発覚の直後板門店を緊急視察した[49]。

- 国際連合 - 国連軍司令部は報道を通じて北朝鮮の主張を認知しているとし、朝鮮戦争休戦協定に基づき厳正に調査すると発表した[50]。2025年7月8日時点で調査は継続中である[12]。

- ロシア - ロシア外務省は14日に発表した声明で北朝鮮の主張を支持し、事件は北朝鮮への主権侵害と内政干渉にあたると指摘した[51]。

### 民間の反応
祖国革新党の党員で北朝鮮問題の専門家である金鎮香は、韓国軍が独自に無人機を北朝鮮に侵入させることは不可能で米韓連合司令部が無人機を北朝鮮に侵入させたと主張し、尹錫悦政権は北朝鮮問題に関して無能をさらけ出していると非難した。
韓国キリスト教総連合会は声明を発表し、国防部に対し真相究明を求めると共に、韓国・北朝鮮双方に対し一切の敵対的行為や挑発を直ちにやめるよう呼びかけた。

## 真相
2024年大韓民国非常戒厳令（以下、「非常戒厳」）後の12月7日、JTBCは共に民主党による平壌上空無人機侵入事件（以下、「平壌無人機事件」）の調査結果を報じ、その中で国防部長官の金龍顕が、北朝鮮との緊張を煽るため国軍防諜司令官の呂寅亨に指示して無人機を北朝鮮に侵入させるよう画策していたことが発覚した。この報道の翌日、ドローン作戦司令部の倉庫で火災が発生した。2025年1月2日にJTBCはドローン作戦司令部の内部文書を入手し、平壌無人機事件は「尹錫悦大統領が国家安保室を通じて直接作戦計画を下達した」事件であると報じた。
高位公職者犯罪捜査処は1月12日、ドローン作戦司令部による証拠隠滅があり、隠滅しようとした証拠の中に尹錫悦政権が非常戒厳宣布の名分を確保するため、「北風を利用」しようとした旨の内容が含まれていたことを確認した。
共に民主党は呂寅亨がまとめた資料を公表し、資料中に「北朝鮮との武力衝突等の危機が発生した場合、軍事的対応と国内の治安統制を同時に行うため戒厳令と統合防衛体制（全面戦争のための指揮体系）の同時発令を検討」との旨の記載があったほか、金龍顕から合同参謀本部に対し、「北朝鮮の汚物風船が再び飛来した場合、威嚇射撃に引き続き汚物風船の放球地点を原点打撃せよ」との命令が下されていたと主張した。一方、合同参謀本部は「原点打撃命令」の存在を否定し、「軍はあらゆる状況を想定した対策を検討している」と主張した。
非常戒厳を巡る捜査の過程で押収された前国軍情報司令官盧相元の手帳に、「北方限界線付近で北朝鮮からの攻撃を誘導する」との文言や汚物風船への言及があったことから、平壌上空への無人機侵入や汚物風船放球地点への攻撃により南北間で軍事衝突を起こし、非常戒厳宣布の口実にしようとした疑惑が提起された。これに対し合同参謀本部は、「原点打撃」に関して「内部で議論したところ、強烈な反対があったため実行されなかった」と反論した。
JTBCが入手した文書によると、平壌無人機事件が発生した翌日の4時22分、京畿道漣川郡にある臨津江沿いの自転車道に無人機が墜落しているのが発見されたが、合同参謀本部は正式な調査や手続きを経ないまま無人機を回収し、その過程に国軍防諜司令部と現場を管轄する漣川警察署も関与していたことが判明した。国会が平壌無人機事件の調査をするにあたり、漣川郡での一件が関連しているか否かを確認するため警察庁に当時の記録を照会したところ、合同参謀本部が即座に「機密事項を公開するな」という趣旨の公文書を警察庁へ送り付けたため、国会では「政府が事件の真相を隠蔽しようと躍起になっている」との批判が出た。
合同参謀本部議長の金明秀は1月14日、国会の非常戒厳・内乱真相調査特別委員会に出席し、「戒厳期間中にいわゆる"北風計画"はなかった」と答弁した。
臨津江沿いの自転車道に墜落した無人機と、平壌上空に侵入した無人機が酷似しているとの指摘に対し合同参謀本部は、「類似点はあるが、具体的に明かすことはできない」とあいまいな主張をした。これに対しSBS「それが知りたい」の取材に答えた韓国無人航空教育院長の徐一洙は、平壌上空に侵入した無人機と臨津江沿いの自転車道に墜落した無人機、韓国軍が以前公開した無人機は外観が一致すると指摘した。統一部前部長の丁世鉉によると、朝鮮人民軍総参謀部は8個砲兵師団を前線に待機させており、これらの部隊にはいつでも砲撃を開始できるよう命令が下されている状況であった。このため、再び韓国から無人機が飛来すれば北朝鮮が砲撃を開始し延坪島や京畿道北部に被害が出る可能性があったが、尹錫悦はこれを好機に非常戒厳を宣布しようとしていた。
2025年7月4日、非常戒厳についての捜査にあたっている内乱特別検察官チーム（以下、「内乱特検チーム」）は、平壌無人機事件に関して尹錫悦を外患罪で捜査していると発表した。ただし韓国の憲法および法律上、北朝鮮は外国ではなく自国領を占拠している「反国家団体」であるため、外患罪のうち「外国との通謀」を要件とする外患誘致罪ではなく、「大韓民国の軍事上の利益を損ね」ることを要件とする一般利敵罪が適応されるとみられている。同月14日には、内乱特検チームがドローン作戦司令部など関係先24か所への一斉家宅捜索に踏み切った。